# 박재홍 (1990년)
박재홍(1990년 4월 6일 ~ )은 대한민국의 전직 축구 선수이다.

## 축구인 경력

### 선수 경력
2013년 드래프트를 통해 K리그 챌린지 부천 FC에 입단하였다. 데뷔 시즌 주전 수비수로 활약하며 리그 32경기에 출전하여 1골을 기록하였다.